# Juana Millán
Juana Millán fue la primera mujer impresora de Aragón y una de las primeras en la península ibérica.
Se conocen muy pocos datos de su biografía. Natural de Zaragoza en 1531, ya viuda del labrador Lorenzo Rosel, se casó con el impresor y mercader de libros de origen francés Pedro Hardouin. Su incorporación al mundo de la imprenta responde al prototipo de mujer impresora que al enviudar continúa la labor de su marido. Hardouin murió en 1536, tras ser condenado por herejía, y Juana se hizo cargo del taller.
En 1537 publica Hortulus passionis, que pasa a ser la primera obra en España en la que una mujer aparece con su propio nombre como responsable en la impresión de un libro. El pie de imprenta dice In officina que dicitur de Iuana milliana…, lo cual indica que es ya la dueña de la imprenta.
Se volvió a casar con el impresor de origen sevillano Diego Hernández, quien se hizo cargo de la imprenta de 1545 hasta su muerte en 1549, y es de nuevo cuando vuelve a aparecer el nombre de Juana como viuda de Diego Hernández en todos los impresos hasta su fallecimiento en 1550.

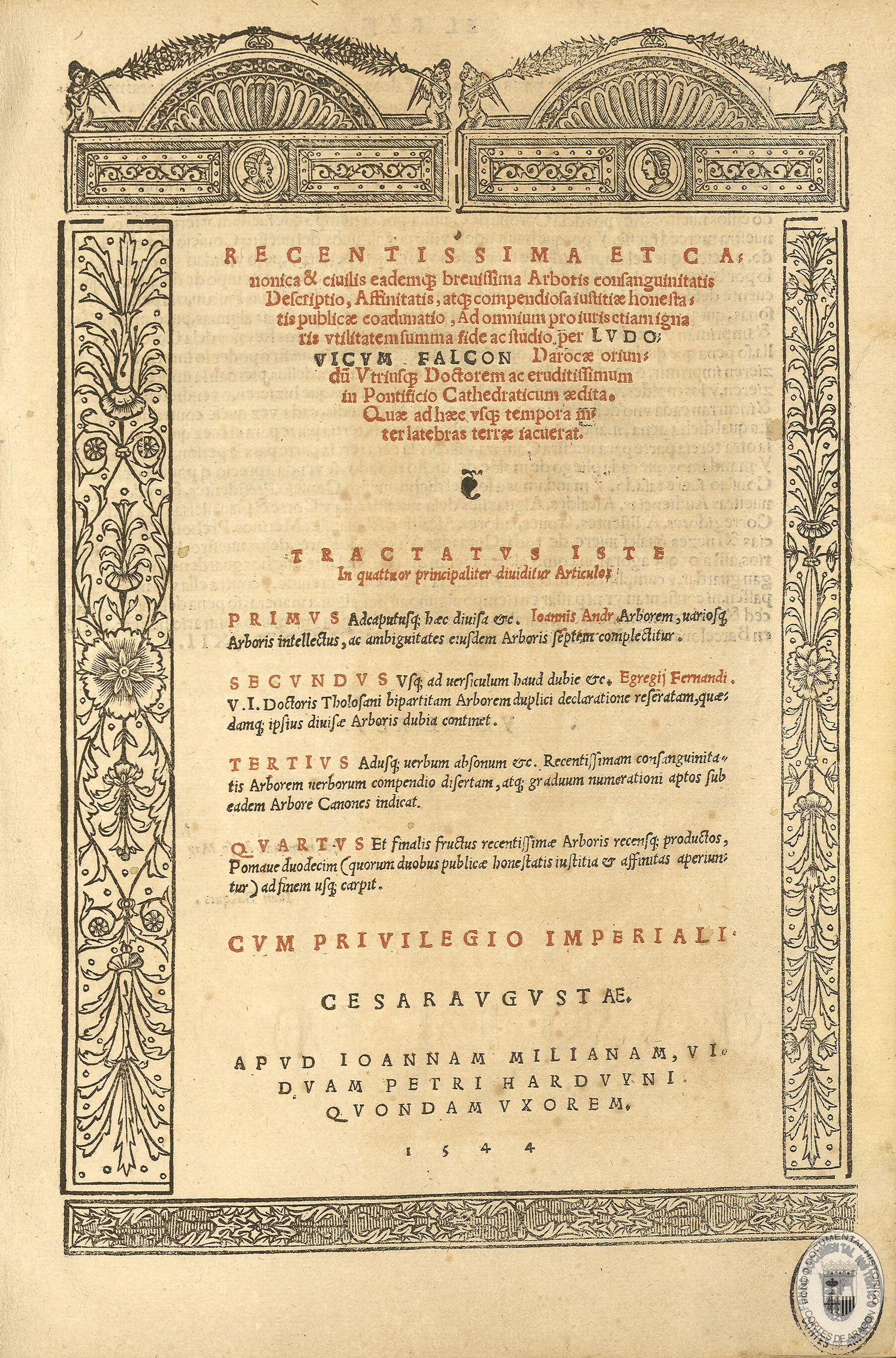
Recentissima et canonica... Zaragoza: Juana Millan, 1544.

Juana no tuvo descendencia. Del negocio se hicieron cargo su hermano Agustín y el hijo de éste, Juan Millán, heredero de la imprenta de su tía Juana, hasta 1577. A partir de esta fecha desaparece el apellido Millán de la imprenta aragonesa.
Juana Millán conocía las letras pero no sabía escribir y siempre fue su hermano Agustín quien la acompañaba y asesoraba en sus negocios. De su trayectoria podemos destacar su capacidad para sacar un negocio adelante a pesar de las adversidades de la vida, y su esfuerzo por consolidar en la capital aragonesa un segundo taller que hizo frente al predomino ejercido por el importante taller de Jorge Coci.

## Obras impresas de las que se conocen ejemplares
- 1537 Hortulus passionis in ara altari [sic] floridus
- 1540 [La doncella Teodor]. Hystoria de la d¯ozella theodor
- 1542 Fori obseruantie Regni Aragonum / Nouiter correcti [et] impressi
- 1544 Luis Falcon. Recentissima et canonica & civilis eadenq[ue brevissima arboris consanguinitatis descriptio, affinitatis,…]
- 1549 Alonso Venero (1488-1545). Enchiridion de los tiempos - Francisco de Osuna (1492-ca.1540). Pars meridionalis, in accommodas hisce temporibus allegorias…- Pedro de Vallés (1549-1586). Libro de refranes compilado por el ord¯e del A.B.C…
- 1550 Antonio de Nebrija (1444-1522). Grammatica Antonii Nebrissensis iampridem soliciter revisa